# Acsády Ignác
Acsády Ignác (született Adler, Nagykároly, 1845. szeptember 9. – Budapest, 1906. december 17.) zsidó származású magyar történész, az MTA levelező tagja (1888). Több önálló monográfiáján kívül szerkesztőségi tagja volt a Szilágyi Sándor-féle Millenniumi történelemnek, illetve írója A magyar birodalom története és A magyar jobbágyság története című nagy szintéziseknek.

## Család, származás
Acsády (eredetileg Adler) Ignác a Szatmár vármegyei Nagykárolyban született, ahol apja, Adler Farkas bérlő élt. A család az 1850-es években Hajdúszoboszlóra költözött. Apja fokozatos anyagi gyarapodásával földbirtokot szerzett, és középosztálybeli helyzetben tudta nevelni gyermekeit. Ignác, az elsőszülött fiú, református középiskolákban tanult Debrecenben és Pesten; ügyvédi pályára készült.

## Pályafutása
A pesti egyetem jogi karán tanult tovább. Itt tanárai közül különösen Wenzel Gusztáv jogtörténész volt rá nagy hatással, aki az 1887-ben megjelent, Magyarország mezőgazdaságának története című művéről is ismert.
Később a filozófiai fakultást is elvégezte, és a doktorátus megszerzése után publicisztikai téren működött.
A Századunk, majd ennek a Pesti Naplóval történt fúziójakor a Pesti Napló, valamint a Magyarország munkatársa volt, de írt az aradi Alföldbe és a kolozsvári Keletbe is. Közgazdasági és politikai cikkei éppoly kiválóak, mint azok, amelyek a történelemtudomány körébe tartoznak. Azonban figyelme egyre inkább a magyar történelem kérdései felé fordult. Bár haláláig a Pesti Napló munkatársa maradt, életét történetírói munkásságának szentelte. 1877-ben bölcsészeti szigorlatot is tett ebből a szaktudományból. Sok és alapos kutatást folytatott az Országos Levéltár és a Magyar Tudományos Akadémia történeti forrásanyagában.
Történetírói munkásságát az 1880-as években kezdte meg, addig újságírói tevékenysége mellett lefordította Leopold von Ranke A római pápák története című munkája három kötetét és Johann Caspar Bluntschli Politikatörténetét az Akadémia kiadásában. Szépirodalmi műveket is írt, például a Fridényi bankja (1882); Pénzházasság (Ország-Világ, Bp., 1893); Aranyország (vígjáték, 1880) címűeket. 1880 és 1883 között megjelent vígjátéka és regényei a romantikus irány hívének mutatják. Szerkesztette az Athenaeum Kiadó kézi lexikonát, amely az elsők egyike volt hazánkban (1891–1893).

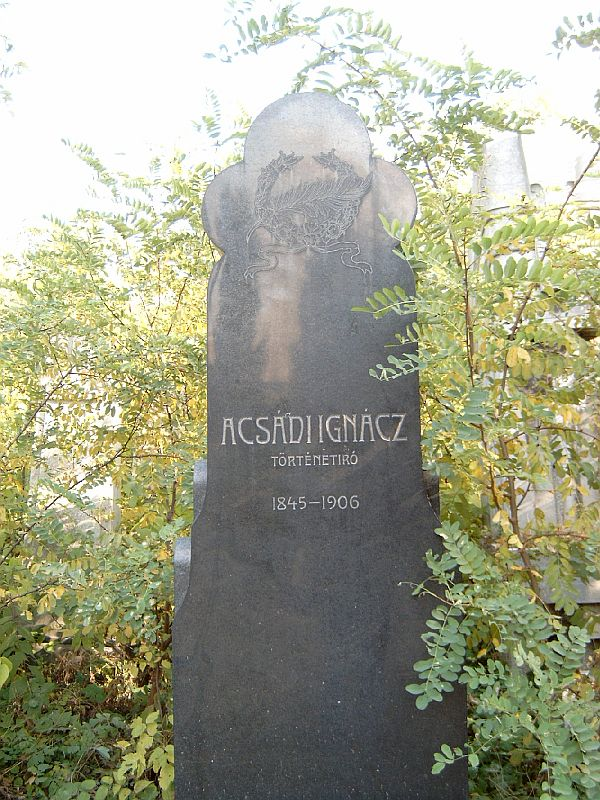
Acsády Ignác sírja Budapesten. Kozma utcai izraelita temető: 5-1-8.

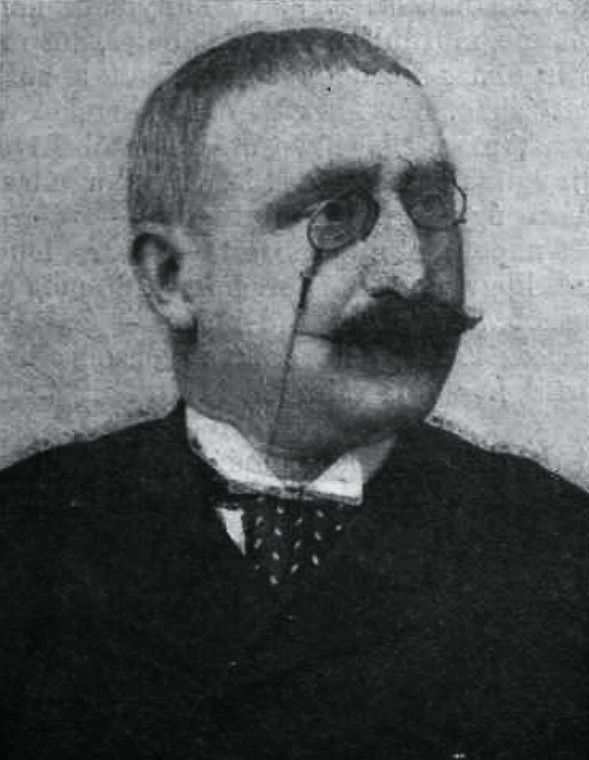
Acsády Ignác arcképe a Vasárnapi Ujság 1906. december 23-i számában

A művelt zsidó középosztályból származó Acsádyt nagy nyelvtudás, biztos szakirodalmi ismeretek jellemezték. Kutatásai elsősorban a gazdaság- és társadalomtörténetre irányultak, a történelemtudomány azon területeire, amelyek Európában a polgárosodás és iparfejlődés előrehaladásával párhuzamosan bontakoztak ki.
Halálának évében, 1906-ban jelent meg átfogó monográfiája A magyar jobbágyság története címmel. E munkáját ő maga is élete fő művének tekintette. A honfoglalást követő időszaktól az egységes jobbágyság kialakulásának, majd a parasztság röghözkötésének folyamatát ábrázolta, s műve ötödik fejezetében eljutott a reformkor és az 1848. évi jobbágyfelszabadítás viszonyainak elemzéséig.
Az Akadémiának 1888-tól volt tagja. Számos tanulmánya jelent meg a Századokban, a Budapesti Szemlében, a Magyar Tanügyben és a Magyar Zsidó Szemlében.

## Munkássága
Az 1890-es években több részt (Magyarország három részre oszlásának története (1526–1608), Magyarország története I. Lipót és I. József korában) írt a Szilágyi Sándor-féle Millenniumi történelemben.
Legnagyobb és legismertebb munkája a Magyar Tudományos Akadémia kiadásában megjelent két hatalmas kötet: A magyar birodalom története (I–II., 1904), mellyel az egész nemzet történetírója lett, s amelyben a modern tudomány követelményeinek megfelelően a nép és az állam ezeréves életét örökítette meg klasszikus magyarsággal. Életének e nagy művét nem sokkal élte túl. Már súlyos beteg volt, amikor Dudek János, a dogmatika tanára a hittudományi karon „Kritikai tanulmányok Acsády Ignác művéről" (1905) címen a dogmatika szempontjából élesen megtámadta. Nemsokára e legnagyobb sikere és legnagyobb csalódása után meghalt. A rákoskeresztúri izraelita temetőben, valamint a Magyar Tudományos Akadémián is Csánki Dezső, az Országos Levéltár államtitkár-főigazgatója tartott fölötte emlékbeszédet. Sírja ma a Kozma utcai izraelita temetőben található.

## Művei
- Az osztrák császári cím és Magyarország (1877)
- Zsidó és nem zsidó magyarok az emancipáció után (1882)
- Szelényi Mária (1885)
- Magyarország Budavára visszafoglalása korában (1886)
- Széchy Mária 1610–1679 (1885)
- Magyarország pénzügyei I. Ferdinánd uralkodása alatt (1888)
- Közgazdasági állapotaink a 16 és 17. században (1889)
- A magyar jobbágy-népesség száma a mohácsi vész után In: Értekezések a történettudomány köréből. XIV. 3. (Bp., 1889)
- A magyar nemesség és birtokviszonyai a mohácsi vész után In: Értekezések a történettudomány köréből. XIV. 9. (Bp., 1890)
- Bethlen Gábor és udvara Gindely Antallal. (1890)
- Régi magyar birtokviszonyok (1894)
- Két pénzügytörténeti tanulmány (1894)
- A pozsonyi és szepesi kamarák : 1565–1604 (1894)
- Magyarország népessége a Pragmatica sanctio korában (1896)
- A magyar adózás története 1598–1604 (1896)
- A jobbágyadózás 1577–97 (1896)
- Magyarország három részre oszlásának története (1526–1608). In: A magyar nemzet története V. (Bp., 1897)
- Magyarország története I. Lipót és I. József korában. In: A magyar nemzet története VII. (Bp., 1898)
- A karloviczi béke története : 1699. (Bp., 1899)
- A magyar birodalom története (I–II. Bp., 1903–04)
- A magyar jobbágyság története (Bp., 1906, 1944, 1948, 1950; 1955 Dejiny poddanstva v Uhorsku – szlovákul)
- La liberazione di Vienna dall'assedio turco del 1683 e la liberazione dell'Ungheria dal giogo turco (1908)
- Der Befreiungskrieg oder Ungarns Befreiung von der Türkenherrschaft (1909)
- Der Entsatz Wiciis von der tűrkischen Belagerung im J. 1683 ete. (1909)

Számos kitűnő tanulmánya jelent meg a Közgazdasági Lexikonban, a Magyar Gazdaságtörténeti Szemlében, a Közgazdasági Szemlében es az Új Magyar Szemlében is.
Az IMIT Évkönyvébe írott zsidó-történelmi tanulmányai: 
- A magyar zsidók a XVIII. században (1900)
- Az egyházi szellem és a zsidók (1902)
- A zsidók a magyarság múltjában 1903)

## Emlékezete
„Acsády Ignácot, a századforduló kimagasló történetíróját azon tudósok között tartjuk számon, akiknek munkásságát a haláluk óta eltelt évtizedek sem burkolták a feledés homályába. A magyar polgári történetírás pozitív hagyományairól szólva mindig azok között emlegetjük, akik saját korukban a legtöbbet tették a haladás szolgálatában. […]” Gunst Péter: Acsády Ignác (A múlt magyar tudósai), Bp., 1973